# 千葉市立誉田東小学校
千葉市立誉田東小学校（ちばしりつ ほんだひがししょうがっこう）は、千葉県千葉市緑区誉田町にある市立小学校。
ひまわりが学校のシンボルとなっている。

## 通学区域
学区は、誉田2丁目のうち誉田小学校の学区域外（大網街道・『高田入口』交差点以東）、3丁目全域、高田、平川。